# Francisco Jordán (grabador)

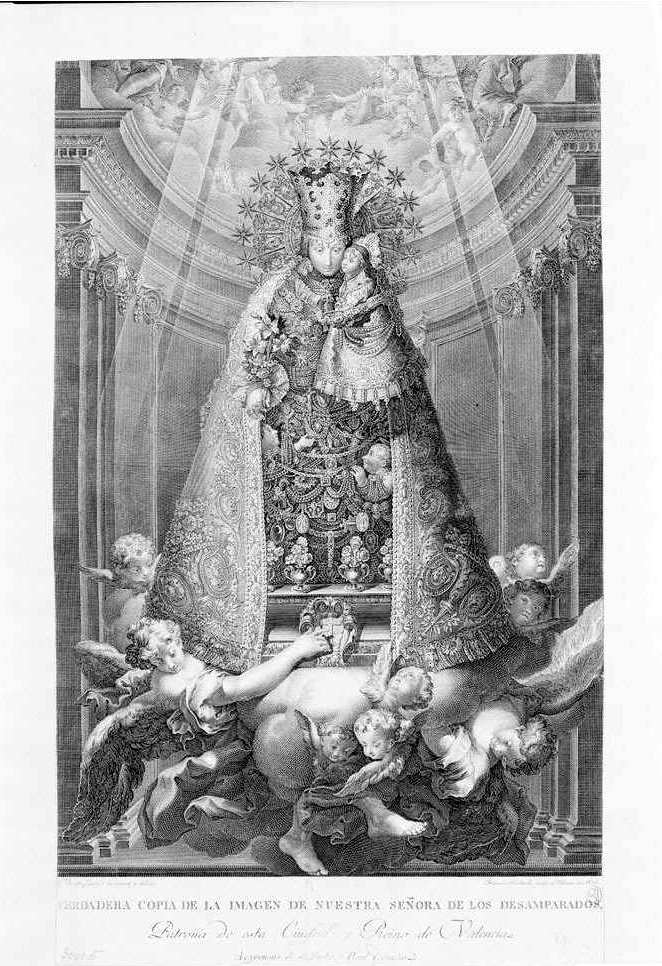
Nuestra Señora de los Desamparados. Grabado de Francisco Jordán por dibujo de Vicente López, 1808. Biblioteca Nacional de España

Francisco Jordán (Muro de Alcoy, 1765-Cartuja de Porta Coeli, Serra, 1832) fue un grabador calcográfico español.

## Biografía
Era natural de Muro, en la provincia de Alicante. En sus primeros años pasó a Valencia a estudiar latinidad y filosofía, dedicándose al mismo tiempo al estudio del dibujo de la figura humana en la Real Academia de Bellas Artes de San Carlos y al grabado de láminas, en que llegó a sobresalir, considerándosele como uno de los artistas más notables de su época.
De las obras por él firmadas, muchas de ellas de devoción y sin fecha que vendía en su propia casa, dos estampas con el retrato del patriarca Juan de Ribera en orla eucarística, a partir del retrato que le hiciera Francisco Ribalta, han de ser anteriores a 1796, año de su beatificación, pues la inscripción al pie le daba todavía  el título de venerable siervo de Dios, rectificado en una estampación posterior del mismo retrato y en una tercera estampa dedicada a Ribera siguiendo el dibujo de Miguel Gamborino hecho con motivo de su beatificación en dicho año.
En 1804, año en que según Ossorio fue nombrado (9 de septiembre) individuo de mérito de la Academia de San Carlos de Valencia, firmó y fechó por dibujo de Juan Bautista Súñer la estampa de Nuestra Señora de la Cueva Santa como se venera en el colegio de la Santa Cruz de Querétaro, así como el retrato de sor Josefa María de Santa Inés de Benigánim consolada por el Crucificado, según dibujo de Vicente López. Sus obras, según Ossorio y Bernard, se distinguirían por la pureza del buril y punta seca, citando como ejemplos de ello las estampas del Santo Cáliz o taza de ágata de la catedral de Valencia, que se dice usado por Jesucristo en la cena con los Apóstoles (1806), y La Virgen de los Desamparados en pliego mayor (1808), ambas por dibujo de Vicente López; el Jesús Nazareno, estampa grabada para los religiosos trinitarios de Madrid, y el cenotafio para la celebración de las honras fúnebres de la reina María Isabel de Braganza (1818).

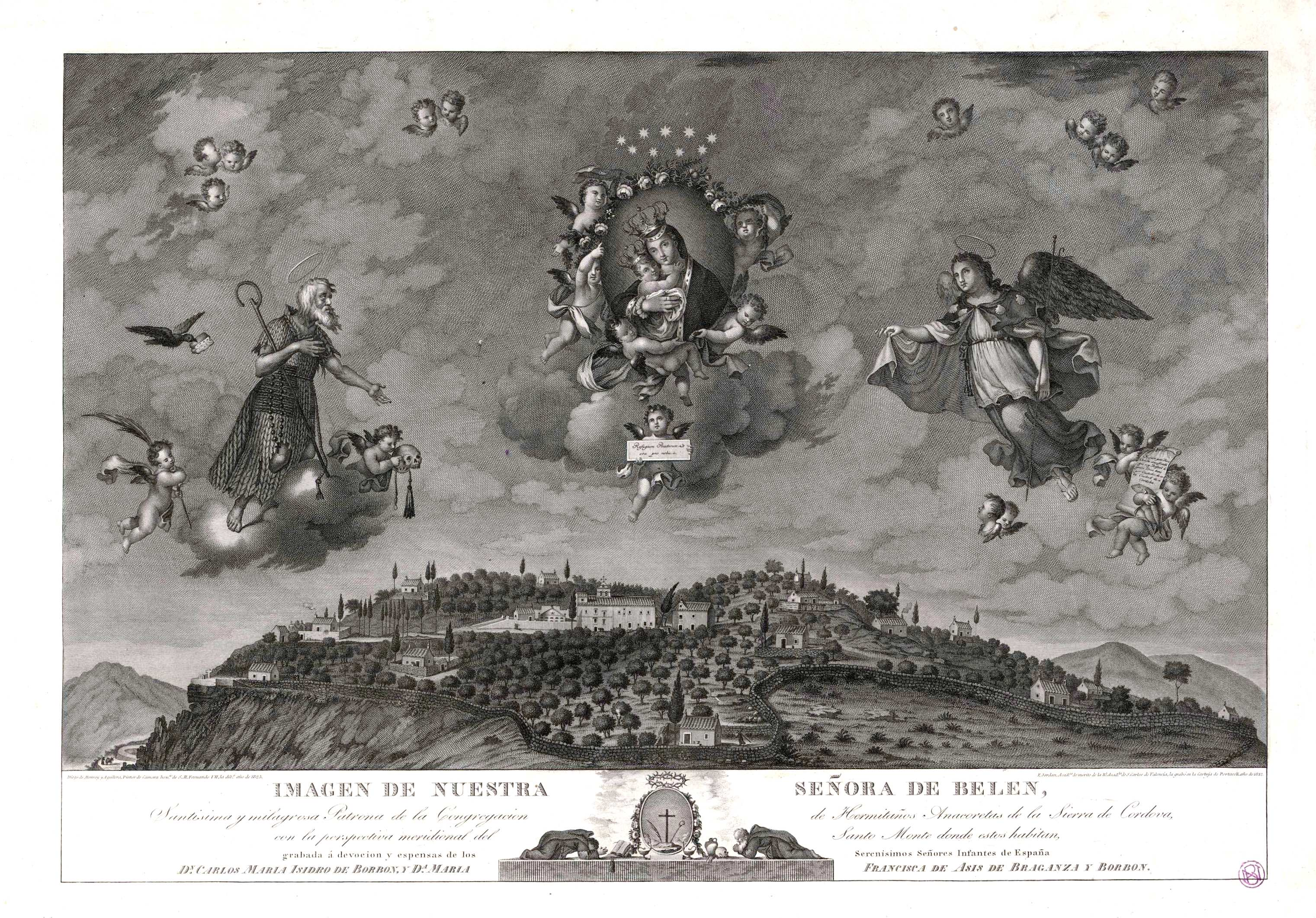
Imagen de Nuestra Señora de Belén con la perspectiva meridional del Desierto de Nuestra Señora de Belén de Córdoba. Grabado de Francisco Jordán por dibujo de Diego Monroy y Aguilera firmado «Diego de Monroy y Aguilera, Pintor de Cámara honor^{o} de S.M. Fernando VII, la dib.^{o} año de 1825 / F. Jordán, Acad^{co} de mérito de la R^{l} Acad. de S. Carlos de Valencia la grabó en la Cartuja de Portaceli año de 1827». Biblioteca Nacional de España

En 1813 se encontraba en Mallorca, pues allí firmó por dibujos del arquitecto Isidro Velázquez una serie de plantas y alzados de la Lonja del comercio de Palma. De vuelta en Valencia, en 1815 firmó dos de las estampas de la serie de seis láminas que por dibujos de Buenaventura Planella se destinaron a conmemorar a los héroes de la conspiración de Barcelona de 1809 contra la ocupación francesa. La colaboración más estrecha y continuada es con Vicente López. Se han catalogado hasta cincuenta y nueve estampas abiertas por Jordán según dibujos originales del pintor de cámara. Además de las citadas, son de muy alta calidad el Verdadero retrato del religiosísimo hermano fr. Josef Catalá (1801), reproducción de una pintura perdida de Vicente López de la que se conserva un dibujo preparatorio en la Biblioteca Nacional de España, las estampas de San Frutos. Patrono de Segovia (1805) con una vista del acueducto y de la catedral en la lejanía, Nuestra Señora del Refugio como se venera en el Colegio de Misioneros de Zacatecas (hacia 1814) y el Diploma a favor de los bienhechores de la Congregación Cartujana española, hoja en gran folio encabezada por un bello grabado de la Madre singular de los cartujos protegiendo a san Bruno, santa Rosalina de Villanueva y otros cuatro santos cartujos, firmado y fechado por Jordán en Madrid en 1817. No era la primera vez que Jordán abordaba un asunto cartujano, pues ya en 1795 había firmado una lámina con San Bruno fundador.
Según Ossorio, Jordán renunció a diversos destinos y puestos honoríficos que se le habían ofrecido en la corte, y se retiró al convento de cartujos de Porta-Coeli, donde siguió ejerciendo su arte. En realidad su renuncia al cargo de director de la Real Academia de San Fernando se produjo el 20 de marzo de 1822 y se vincula no tanto con la decisión de ingresar en la cartuja, en la que no profesó, cuanto con el fracasado intento de competir con José de Madrazo y la nueva moda de grabado importada de París por este. Si se retiró a la cartuja en 1819, a los cincuenta y cuatro años, como se ha apuntado, en noviembre de 1820 hubo de abandonarla como consecuencia de la supresión de las órdenes monacales en el arranque del Trienio Liberal. De este año son, en cualquier caso, dos grabados de tema cartujo vinculados a Portaceli: el Retrato fiel de la Peregrina imagen de N.ª S.ª de Porta Coeli, con san Bruno, santa Rosalina y otros cinco santos y monjes, y el de N.ª S.ª de Porta Coeli con san Bruno y san Hugo de Lincoln. Restablecida la vida monacal, en la Lista de monjes y criados del Convento de 1824 Jordán aparece citado como viudo, con título de don —que no se da a ningún otro de los incluidos en la lista— e identificado como estampador de láminas. Su incorporación a la Orden de la Cartuja en esas condiciones implicaba llevar una vida como la de los monjes, en la medida de sus capacidades, pero sin hábito.
Cronológicamente, la última estampa que se le conoce: la imagen de Nuestra Señora de Belén, va fechada en Porta Coeli en 1827. Abierta por dibujo del cordobés Diego Monroy y Aguilera, fue encargo del infante Carlos María Isidro, hermano de Fernando VII, y su esposa con motivo de una visita al Desierto de Nuestra Señora de Belén en la sierra cordobesa, como consta por la leyenda que figura al pie de la estampa, en la que se explica el contenido de la misma: «Imagen de la Santísima y milagrosa Patrona de la Congregación de Hermitaños Anacoretos de la Sierra de Cordova / con la perspectiva meridional del Santo monte donde estos habitan / grabada a devoción y espensas de los Serenísimos Señores Infantes de España / Dn Carlos María Isidro de Borbón, y Dª María Francisca de Asís de Braganza y Borbón».